# Guaccaiarima
Guaccaiarima, indijanski narod koji je u stara vremena obitavao na cijelom jugozapadnom poluotoku Haitija zapadno od rijeke Savane. Ovaj narod obilježavan je kao pećinsko stanovništvo. Porijeklo im je upitno, vjerojatno su bili različiti od Arawaka. 
Peter Martyr dijelio ih je po kantonima: Ayqueroa, Chaymi, Guabaqua, Habacoa, Ianaizi, Little Bainoa, Manabaxao, Navicarao, Nimaca, Taquenazabo i Zamana.